# Michael Moore in TrumpLand
Michael Moore in TrumpLand ist ein Dokumentarfilm von Michael Moore über den US-amerikanischen Präsidentschaftskandidaten Donald Trump und seinen Wahlkampf 2015/16. Der Film wurde von Moore ohne Vorankündigung am 18. Oktober 2016 veröffentlicht und ist ein dokumentarisches Werk über Trump, seine Anhänger und seinen Wahlkampf. Zur Premiere bei freiem Eintritt lud Moore auf Twitter ein.
Einer der Drehorte war das Murphy Theatre, Wilmington, Ohio.

## Kritiken
Der Guardian beschreibt den Film als faszinierendes Dokument mit einer beklemmenden Präsentationsweise. Die WAZ schreibt, es wäre ein Film, der die Kritiker nicht überzeugt.